# Banaki Kentronakan Marzakan Akowmb Erevan
Il Banaki Kentronakan Marzakan Akowmb Erevan, (in armeno Բանակի Կենտրոնական Մարզական Ակումբ Երևան), meglio noto come BKMA Erevan, è una società calcistica armena con sede nella città di Erevan. Milita nella Bardsragujn chumb, la massima serie del campionato armeno.

## Storia
Fondata nel 1947, era conosciuta durante il periodo sovietico con l'acronimo russo di CSKA Erevan. A partire dal 1994, in seguito al crollo dell'Unione Sovietica, ha preso parte al campionato armeno. Nella stagione 1995-1996 ottiene la sua prima storica promozione nella massima serie armena, dopo aver battuto l'Aragats Gyumri nello spareggio promozione-retrocessione. Nel corso della stagione successiva si ritira a metà campionato (nelle restanti gare le verrà assegnata d'ufficio la sconfitta per 3-0), cessando di esistere.
Nel 2019, su iniziativa del Ministero della Difesa armeno, il club viene rifondato ed iscritto alla seconda serie armena.

## Palmarès

### Altri piazzamenti
- Araǰin Xowmb:

Secondo posto: 1995-1996, 2020-2021
Terzo posto: 1994